# Castelo Levan
O Castelo Levan (em língua inglesa Castle Levan) é um castelo localizado em Inverclyde, Escócia.
O castelo foi protegido na categoria "C" do "listed building", em 10 de setembro de 1979.